# Chlorocurtis
Chlorocurtis is een geslacht van kreeftachtigen uit de klasse van de Malacostraca (hogere kreeftachtigen).

## Soort
- Chlorocurtis jactans (Nobili, 1904)